# Renato Sanches
Renato Júnior Luz Sanches (Amadora, 18 de agosto de 1997) é um futebolista português que atua como meio-campista. Atualmente joga no Benfica, emprestado pelo Paris Saint-Germain.

## Carreira

### Benfica

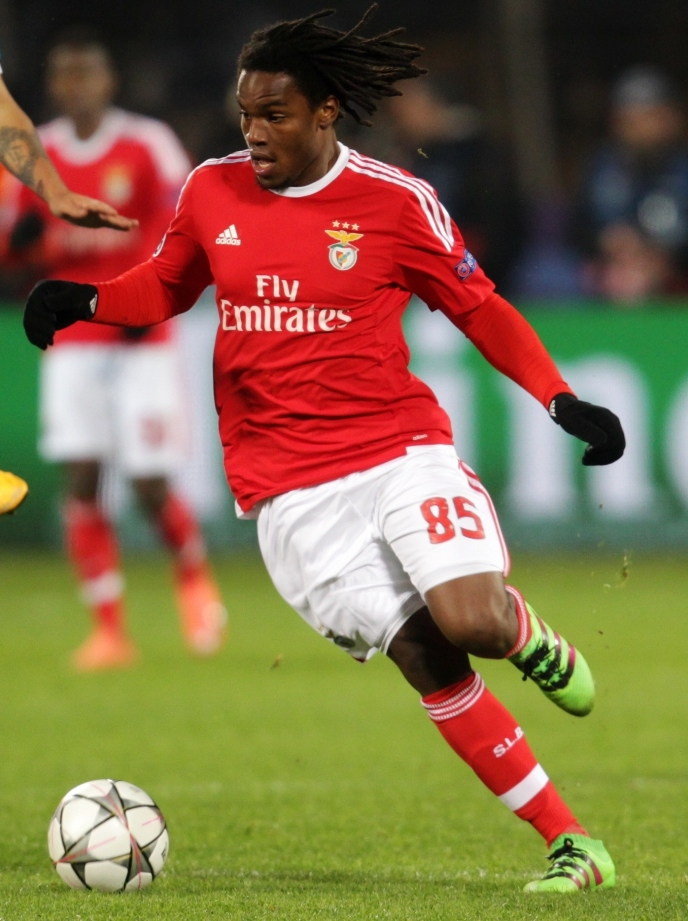
Sanches atuando pelo Benfica em março de 2016

Nascido na Amadora, com pais nascidos em São Tomé e Príncipe e Cabo Verde, Sanches ingressou nas categorias de base do Águias da Musgueira quando tinha oito anos. Em 2006, quando tinha nove anos, começou a treinar na base do Benfica.
Fez sua estreia pelo Benfica B, que joga na segunda divisão, a 5 de outubro de 2014, jogando 46 minutos no empate fora de casa por 2–2 contra o Feirense. Após um ano a jogar na equipa B, Renato foi promovido para a equipa principal, inicialmente para treinos. A 30 de outubro de 2015, Sanches fez a sua estreia na equipe principal do Benfica, tendo apenas dezoito anos de idade, quando substituiu o avançado Jonas aos 48 minutos, numa vitória por 4–0 contra o Tondela.
No dia 25 de novembro, fez a seu primeiro jogo pela Liga dos Campeões da UEFA, jogando 90 minutos num empate por 2–2 com Astana na fase de grupos. A 4 de dezembro, num jogo contra a Académica, ganho por 3–0 pelo Benfica, Sanches marcou o seu primeiro golo pela equipa principal, tornando-se o mais jovem jogador do clube a marcar um golo no século XXI no Estádio da Luz, com 18 anos. O seu golo foi escolhido como o mais bonito do mês.
Em dezembro, após ter se destacado com suas atuações pelo Benfica, Renato renovou seu contrato até 2021, com uma cláusula de rescisão de 80 milhões de euros.

### Bayern de Munique
Teve a sua contratação anunciada pelo Bayern de Munique no dia 10 de maio de 2016, assinando por cinco anos com o clube alemão. Os bávaros pagaram um valor de 35 milhões de euros ao Benfica, podendo receber um bónus de 45 milhões de euros dependendo das atuações do jogador. A transferência de Renato Sanches foi a mais cara de um português para o futebol estrangeiro, superando nomes como Fábio Coentrão e Ricardo Carvalho. O meio-campista realizou sua estreia em 9 de setembro, em uma vitória por 2–0 no Schalke 04. O volante começou como titular e foi substituído por Arturo Vidal no segundo tempo.
Na temporada de estreia pelo Bayern de Munique, Sanches não conseguiu mostrar o bom futebol que apresentou no Benfica. Em 23 partidas pelo Stern des Südens, não conseguiu anotar nenhum gol e teve poucos minutos como titular.

### Swansea City
Em 31 de agosto de 2017, assinou com o Swansea City por empréstimo até ao final da temporada. Ele fez sua estreia em 10 de setembro de 2017, na derrota em casa por 1 a 0 para o Newcastle United. Porém ao final da temporada, Swansea rebaixado para a Championship, Sanches não rendeu o esperado na Inglaterra, também por ter sofrido com uma lesão. No início de janeiro, ele sofreu uma lesão na coxa que certamente influenciou na temporada de Sanches, que o obrigou a parar por 85 dias e 15 jogos, sem voltar nem no final da temporada. Sanches terminou sua única temporada na Inglaterra com apenas 16 jogos e sem marcar gols.

### Regresso ao Bayern
Em 1 de julho de 2018, Sanches apresentou-se para a temporada 2018–19, ele voltou ao Bayern de Munique, que passou a ser treinado por Niko Kovač. Sanches marcou seu primeiro gol pelo clube em 19 de setembro, finalizando o cruzamento de James Rodríguez na vitória por 2–0 do grupo da Liga dos Campeões em seu ex-clube, o Benfica.[carece de fontes?]
Após desempenho insuficiente e em busca de espaço, Sanches deixou o Bayern, onde atuou em 53 partidas, marcou apenas dois gols, três assistências em três temporadas.

### Lille

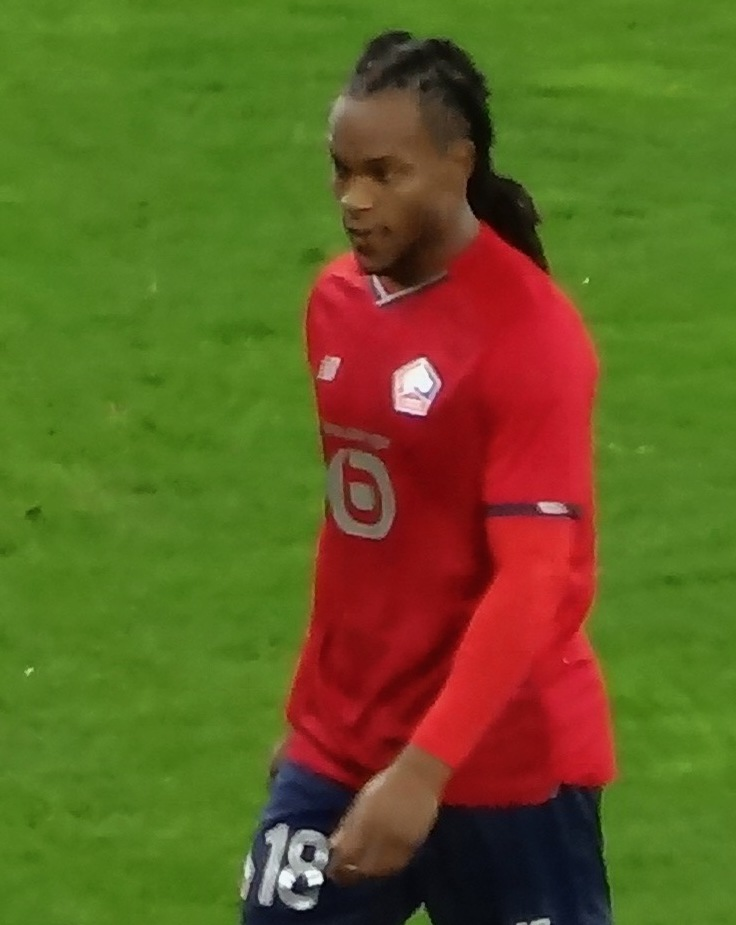
Sanches atuando pelo Lille em 2021

Passou a defender o Lille em agosto de 2019 por quatro temporadas. Em dezembro anotou seu primeiro golo e que deu a vitória por 2–1 sobre a equipe do Montpellier.
Na primeira temporada, Sanches obteve seus os melhores números da carreira desde que subiu aos profissionais. Em 30 jogos, quatro gols e uma assistência. A segunda temporada de Sanches no clube, foi marcada pela parceria no meio-campo com Benjamin André. Porém, em novembro, sofreu outra lesão no tendão da coxa, com a qual perdeu a vaga na equipe.
Sanches deixou o Lille após um período de três anos impressionante, mas prejudicado por lesões, ele somou sete golos e 10 assistências em 91 jogos e fez parte da equipe que conquistou o título da liga em 2020–21.

### Paris Saint-Germain
Em 3 de agosto de 2022, o Paris Saint-Germain acertou a contratação de Renato Sanches por 15 milhões de euros (cerca de R$ 80,4 milhões).
| “                                 | Estou muito feliz com a minha chegada aqui em Paris. Estes últimos dias foram muito importantes para mim e para a minha família. Tenho certeza de que fiz a escolha certa ao ingressar no clube. Escolhi o Paris Saint-Germain porque acho que é o melhor projeto para mim. | ” |
| — Sanches, ao site oficial do PSG | |   |

Em 13 de agosto de 2022, Renato fez sua primeira aparição em uma partida oficial com o PSG, por ocasião da segunda rodada da Ligue 1 e da goleada por 5–2 sobre o Montpellier. Ele também marcou na estreia, o quinto golo do Paris Saint-Germain no triunfo.
Renato Sanches terminou sua primeira temporada com 27 jogos pelo PSG, apontou dois golos e sagrou-se campeão francês, numa época marcada pela despedida de Lionel Messi do clube francês.

### Roma
Foi contratado pela Roma em agosto de 2023, chegando por empréstimo do Paris Saint-Germain. Renato Sanches marcou seu primeiro gol pela nova equipa a 17 de setembro, numa goleada por 7–0 contra o Empoli.

### Regresso ao Benfica
O meio-campista português voltou ao Benfica em agosto de 2024, sendo mais uma vez emprestado pelo PSG.

## Seleção Portuguesa
Estreou pela Seleção Portuguesa principal em 25 de março de 2016, num amigável contra a Bulgária, entrando aos 74 minutos de jogo. Instantes depois, um adolescente invadiu o relvado e abraçou Sanches.

### Euro 2016
Foi convocado para a disputa da UEFA Euro 2016. Na partida entre Portugal e Croácia pelas oitavas de final foi eleito o melhor em campo. Na seguinte partida contra a Polónia marcou o golo de empate e outro nas grandes penalidades e sendo decisivo para a vitória portuguesa voltou a ser o melhor em jogo.

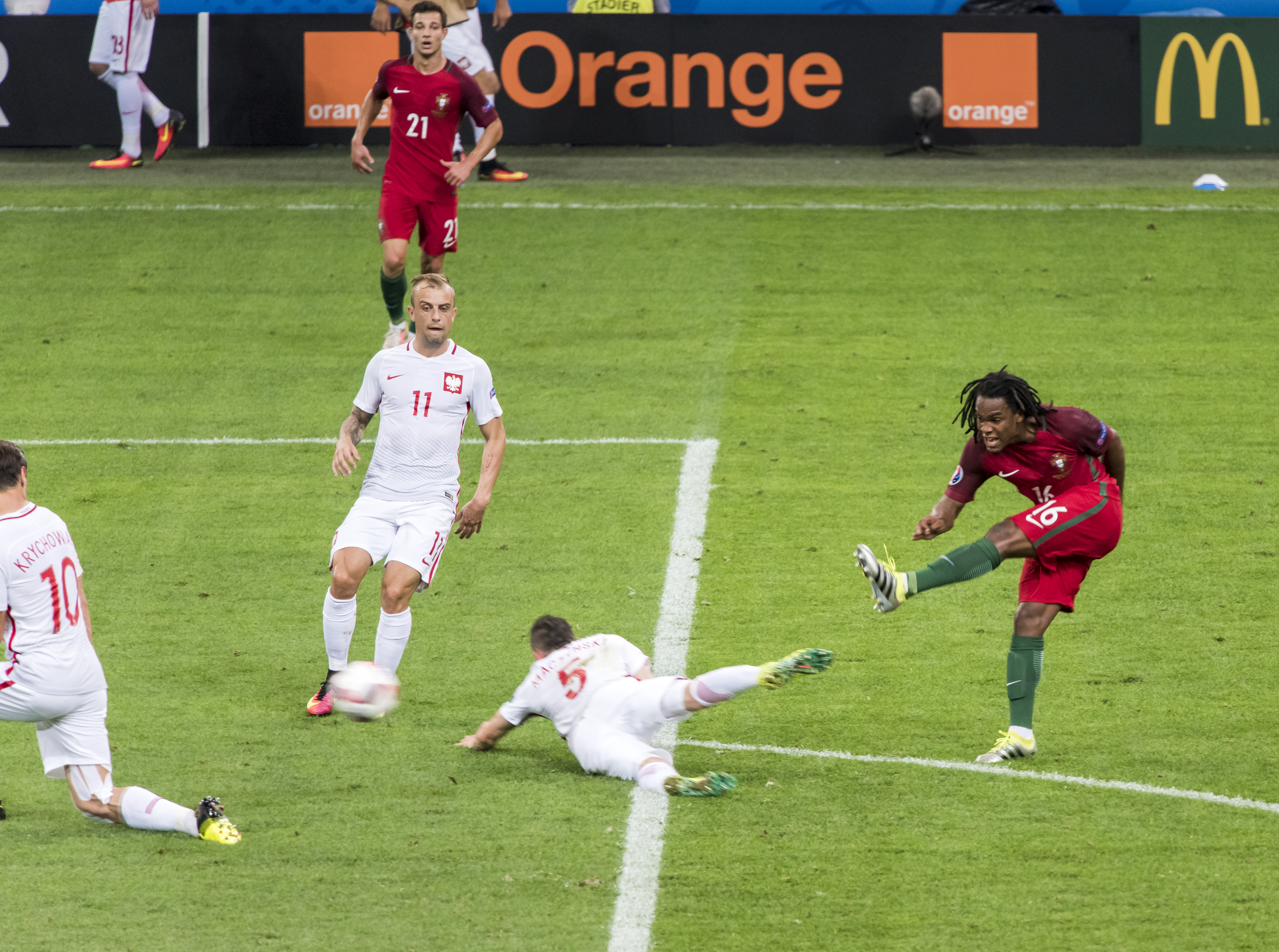
Remate do golo de Renato Sanches frente a Polónia no Europeu 2016

A 10 de julho de 2016, foi agraciado com o grau de Comendador da Ordem do Mérito.
| #  | Data                | Local                             | Adversário | Placar | Resultado | Competição |
| -- | ------------------- | --------------------------------- | ---------- | ------ | --------- | ---------- |
| 1. | 30 de junho de 2016 | Stade Vélodrome, Marselha, França | Polónia    | 1–1    | 1–1       | Euro 2016  |

## Títulos
Benfica
- Primeira Liga: 2015–16
- Taça da Liga: 2015–16, 2024–25

Bayern de Munique
- Bundesliga: 2016–17 e 2018–19
- Supercopa da Alemanha: 2017

Lille
- Ligue 1: 2020–21[36]
- Supercopa da França: 2021

Paris Saint-Germain
- Ligue 1: 2022–23

Seleção Portuguesa
- Eurocopa: 2016
- Liga das Nações da UEFA: 2018–19

### Prêmios individuais
- Equipe do torneio do Campeonato Europeu Sub-17 de 2014
- Jogador Jovem da Eurocopa 2016[37]
- 50 jovens promessas do futebol mundial de 2016[38]
- Golden Boy: 2016
- Seleção das revelações da UEFA Champions League em 2016[39]
- Jogador do Mês do Bayern de Munique: setembro de 2018[40]
- Jogador do Mês do Lille: janeiro de 2020[40]